# Волоконница Патуйяра
Волоко́нница Патуйя́ра (лат. Inocybe erubescens) — гриб рода волоконница (лат. Inocybe) семейства волоконницевые (Inocybaceae). Потенциально смертельно ядовитый гриб.
Научные синонимы:
- Inocybe patouillardii Bres., 1905
- Inocybe lateraria Rick, 1920

Русские синонимы:
- Волоко́нница красне́ющая

## Описание
Шляпка чаще всего красноватая, ∅ 3—9 см, сначала колокольчато-конусовидная, со временем расправляется; в центре её остаётся выступающий бугорок. Кожица гладкая, с шелковистым отливом, с виду очень сухая, края покрыты глубокими радиальными трещинами.
Мякоть белая, почти без запаха, с перечным вкусом. При повреждении окрашивается в красный цвет, особенно у старых грибов.
Ножка 4—10 см в высоту, ∅ 0,8—1,5 см, одного цвета со шляпкой или более светлая, плотная, крепкая, цилиндрическая, слегка утолщённая у основания, волокнистая и с продольными желобками по всей длине.
Пластинки очень частые, неширокие, розовые, затем коричневые, с красноватыми пятнами, белые по краям и покрытые пушком.
Споровый порошок коричневатый или охристо-бурый. Споры 12 × 6 мкм, овальные или бобовидные, гладкие, коричневатого цвета.

### Изменчивость
Цвет шляпки варьирует от белого до серого или охристого, в зрелом возрасте может быть красноватым или кирпично-красным. Ножка при надавливании краснеет. Пластинки сначала красноватые, позже ржаво-коричневые или оливково-бурые, обычно с красноватыми пятнышками. Мякоть ножки часто приобретает розоватый оттенок.

## Экологияи распространение
Произрастает в лиственных, хвойных, смешанных лесах, парках, садах, как правило, на известковых и глинистых почвах. Образует микоризу с буком, липой. Встречается одиночно и небольшими группами, чаще в холмистой и гористой местности.
Распространён локально в Европе и некоторых районах Азии. Часто встречается в европейской части России, на Кавказе.
Сезон с мая по октябрь, особенно обильно в августе — сентябре.

## Сходные виды
Рядовка майская (Calocybe gambosa), не имеющая красноватого оттенка мякоти и пахнущая мукой.
Волоконница Годе (Inocybe godeyi), тоже имеющая красноватую яркую расцветку, но отличающаяся мелкими размерами и вздутым основанием ножки.
Неопытные грибники могут спутать с некоторыми шампиньонами, энтоломами. Также волоконница Патуйяра похожа на прочие виды мелких красноватых волоконниц.

## Токсичность
Гриб смертельно ядовит и может вызывать тяжелейшие мускариновые отравления с летальным исходом. Мускарина в волоконнице Патуйяра содержится в 20—25 раз больше, чем в красном мухоморе. Симптомы отравления проявляются через 0,5—2 часа и выражаются в сильном слезотечении и потоотделении, за которыми следуют тахикардия, резкое понижение артериального давления, нарушение дыхания, рвота и диарея. У пострадавшего наблюдается сужение зрачков, нарушение зрения, кожные покровы краснеют, затем бледнеют, всё это сопровождается сильным ознобом.
В особо тяжёлых случаях рекомендовано применение атропина с одновременной подачей подсоленной воды и глюкозы.
В любом случае необходимо обратиться за врачебной помощью.